# Parolpium litoreum
Espèce
Parolpium litoreum est une espèce de pseudoscorpions de la famille des Olpiidae.

## Distribution
Cette espèce est endémique du Hormozgan en Iran. Elle se rencontre sur Ormuz et Qechm.

## Description
La femelle holotype mesure 2,50 mm.

## Publication originale
- Nassirkhani & Zamani, 2018 : Description of a new pseudoscorpion, Parolpium litoreum sp. n. (Pseudoscorpiones: Olpiidae) from southern Islands of Iran. Arthropoda Selecta, vol. 27, no 4, p. 325-329 (texte intégral).